# Multiclavula clara
Multiclavula clara é uma espécie de fungo pertencente à família Clavulinaceae.